# Escudo de la provincia de Corrientes

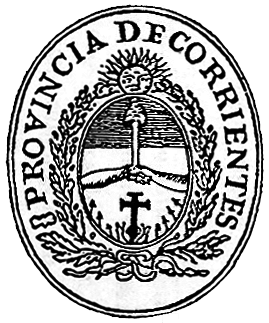
Primer escudo de la Provincia de Corrientes.

El escudo de la Provincia de Corrientes está basado en el escudo de la República Argentina (cuya primera versión conocida data del año 1813).
Al escudo argentino hace ligeras modificaciones: la laurea o corona de laureles no se cierra bajo el sol naciente, y la pica que sostiene al gorro frigio es algo más corta en el campo inferior, a estas modificaciones se añaden símbolos característicos; en la parte más baja del campo inferior, casi inmediatamente bajo la pica vertical, se encuentra una cruz latina marrón rodeada de llamas, esto conmemorando una tradición según la cual a poco de ser fundada la ciudad de Corrientes los españoles eligieron una cruz de madera de urunday que los aborígenes intentaron quemar y que, siempre según la tradición, se salvó milagrosamente de las llamas, por lo que la llaman Cruz de los Milagros.
A los costados de la cruz y las llamas se presentan siete triángulos, o puntas (tres del "lado izquierdo" heráldico — es decir del lado derecho desde el punto de vista del espectador— y cuatro del otro), estos triángulos suelen ser de color heráldico oro y representan a las "siete puntas" que la costa correntina hace sobre el río Paraná en el sitio en el cual se fundó la ciudad de Corrientes, en efecto, estas "siete puntas" dieron origen al nombre de la ciudad y de la provincia ya que implican "Siete Corrientes" sobre el citado río. 
Los demás símbolos conllevan las mismas significaciones que los que posee el escudo de la República Argentina: el sol naciente significa a la nueva nación (Argentina) de la cual la provincia es constituyente; la corona, unida por una cinta azul-celeste y blanco, es el símbolo de las victorias en la lucha por la libertad; el gorro frigio (apuntando hacia la izquierda) es el símbolo de la redención; la pica el símbolo de la lucha por la liberación y la república, los dos brazos (diestros) con sus manos unidas en un apretón son el símbolo de la unidad argentina; los colores de fondo de los dos campos (azul-celeste el campo superior, plata o blanco el campo inferior) son los de la Bandera Argentina.
En lo que se refiere a la fecha de su creación, los antecedentes se remontan al 29 de diciembre de 1821, fecha en que se sancionó el primer Congreso Constituyente de Corrientes, y en él, se establecieron las pautas para la creación de la bandera y el escudo provincial de Corrientes. El escudo que hoy ostenta la provincia de Corrientes, fue fijado definitivamente por Decreto del 31 de agosto de 1921, y su diseño no difiere del utilizado en el año 1821.

## Simbolismo

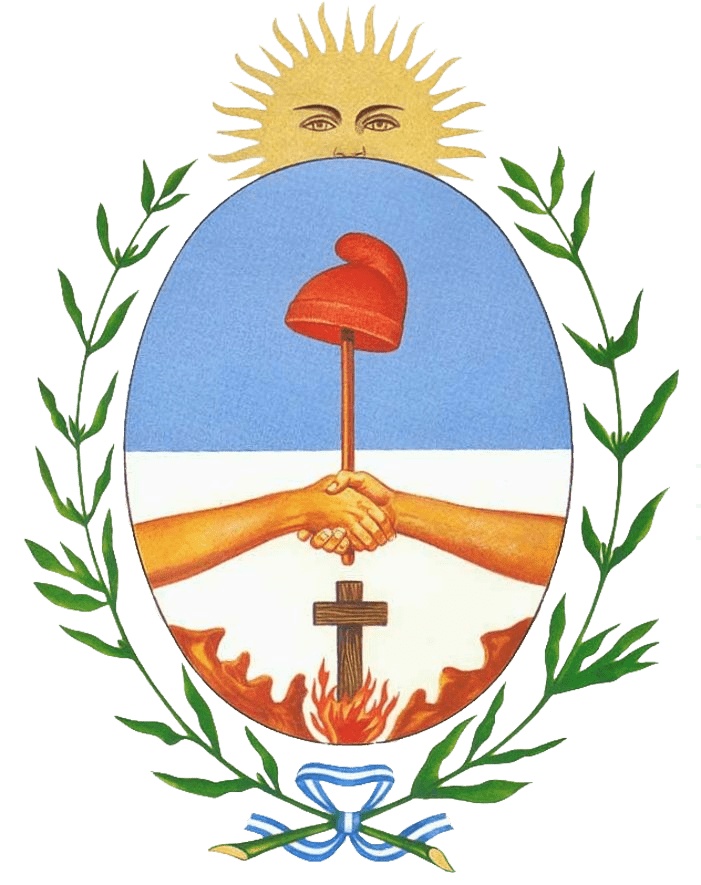
Escudo provincial de Corrientes.

En cuanto al simbolismo del blasón es el siguiente: La Cruz es imagen alusiva a la Fe, una de las tres virtudes teologales y, en el escudo de Corrientes perpetúa el Milagro que se realizó el 9 de abril de 1588; los brazos desnudos representan un apretón de manos en señal de reconciliación, de alianza y fidelidad; el gorro de gules alude a la libertad; la guirnalda de laurel es símbolo de inspiración y de victoria; las siete lenguas de tierra representan igual número de cabos que forman en el río Paraná siete rapidísimas corrientes y que se denominan: Aldana, Yaticta, Batería y San Sebastián las cuatro de la diestra, y Tacurú, Tacuara y Arazaty las tres de la izquierda.
La forma elíptica del cuerpo de este escudo se corresponde con la vista del perfil superior de una cabeza humana ya que a ella se acomoda una corona de laureles, tal escudo elíptico se halla dividido en dos campos: el de la mitad superior es de esmalte azur (azul celeste) y el de la mitad inferior es de esmalte plata (blanco), es decir: los colores de las franjas de la bandera argentina.
A este diseño basal se suman otros símbolos.
A los antebrazos  humanos que estrechan sus manos diestras se le atribuye el hermanamiento del pueblo correntino; el gorro frigio  dirigido  hacia la izquierda (signo jacobino), de gules (o punzó), simboliza la libertad  y está sostenido por ambas manos de una pica vertical simétrica en medio de los campos del escudo que simboliza el compromiso de la provincia de defender la libertad (en la Antigüedad romana existía la ceremonia por la cual alguien era reconocido libre al ser tocado con una pica en su cabeza). El Sol de Mayo que en el escudo está ubicado cual timbre en forma de Sol Naciente acorde con las frases del Himno Nacional Argentino: Se levanta sobre la faz de la Tierra una nueva y gloriosa Nación, tal sol está predominantemente pintado en esmalte oro, y dibujado con rayos rectos y flamígeros alternados simboliza la nueva nación. 
En la parte más baja del campo inferior, casi inmediatamente bajo la pica vertical, se encuentra una cruz latina marrón rodeada de llamas, esto conmemorando una tradición según la cual a poco de ser fundada la ciudad de Corrientes los españoles erigieron una cruz de madera de urunday que los aborígenes intentaron quemar y que se salvó de las llamas, por lo que la llaman Cruz de los Milagros.
A los costados de la cruz y las llamas se presentan siete triángulos, o puntas (tres del "lado izquierdo" heráldico — es decir del lado derecho desde el punto de vista del espectador— y cuatro del otro), estos triángulos suelen ser de color heráldico oro y representan a las "siete puntas" que la costa correntina hace sobre el río Paraná en el sitio en el cual se fundó la ciudad de Corrientes, en efecto, estas "siete puntas" dieron origen al nombre de la ciudad y de la provincia ya que implican "Siete Corrientes" sobre el citado río. 
El sol naciente significa a la nueva nación (Argentina) de la cual la provincia es constituyente; la corona, unida por una cinta azul-celeste y blanco, es el símbolo de las victorias en la lucha por la libertad; el gorro frigio (apuntando hacia la izquierda) es el símbolo de la redención; la pica el símbolo de la lucha por la liberación y la república, los dos brazos (diestros) con sus manos unidas en un apretón son el símbolo de la unidad argentina; los colores de fondo de los dos campos (azul-celeste el campo superior, plata o blanco el campo inferior) son los de la Bandera Argentina.
La laurea (o corona de laureles) dispuestos como coronando la cabeza de todo correntino o correntina representan la victoria y triunfo en la obtención de la independencia, y como reza el Himno, deben ser mantenidos. Por último, la cinta en forma de moño (otro signo de unión) con los colores azur (en este caso: azul-celeste) y plata (blanco), los mismos de los cuarteles del escudo, representan la nacionalidad argentina que se emblematiza en los colores de un cielo diurno.

## Antecedentes históricos
El primer Escudo de Armas de Corrientes fue dado por el fundador de la ciudad de Corrientes, Juan Torres de Vera y Aragón, que incluía las armas de su propia familia: dos torres y un águila con una pata apoyada en cada una de ellas.
El 9 de abril de 1588, poco después de la fundación, se produjo el histórico episodio de la Cruz del Milagro, que sucedió cuando los aborígenes atacaron el reducto español, próximo al que estaba emplazada una cruz de madera de urunday. El capitán D. Juan Francisco de Aguirre que vivió el hecho, lo narra del siguiente modo: Atacaron los indios y sucedió la maravilla de que contra ellos mismos retrocedían sus flechas. Repararon que la cruz era la que las retrocedía y quisieron reducirla a cenizas, pero lo intentaron vanamente porque siempre salía ilesa del fuego.
Así comenzó a usarse el motivo de la cruz incandescente entre las llamas como alegoría en reemplazo del escudo que diera Vera y Aragón.
El 21 de diciembre de 1821, el primer Congreso Constituyente de Corrientes sancionó el actual escudo sobre la base del Escudo Nacional Argentino y con el agregado de la cruz en llamas, que fue blasonado en forma completa durante los gobiernos de José Fernández Blanco, en 1822, y de Pedro Ferré en 1825.
Desde entonces, las modificaciones que se fueron introduciendo en la reproducción del escudo dieron lugar a que el Poder Ejecutivo de la Provincia de Corrientes encomendara, por decreto del 30 de marzo de 1920, un estudio histórico que el profesor Manuel V. Figuerero produjo en forma erudita y prolija y, por Decreto N.º 542 del 31 de agosto de 1921, el gobernador Adolfo Contte en acuerdo de Ministros sancionó:
Artículo 1º - Restablécese y fíjase en forma permanente el blasón provincial, en términos heráldicos, del siguiente modo:

a) El escudo de armas de la Provincia está representado por una elipse trazada verticalmente y cortada en dos cuarteles por el eje menor de la misma;

b) Los esmaltes de estos cuarteles, en la acepción heráldica, se caracteriza el superior; de azul ligero, y el inferior de plata. En parte inferior del cuartel de plata, surge y se yergue una cruz de sable incombustible, en un campo en llamas, rodeada por siete lenguas de tierra, -cuatro a la diestra y tres a la siniestra-;

c) En el Jefe del cuartel superior, se ostenta un gorro frigio de gules, inclinado a la diestra, en lo alto de una pica sostenida por dos manos diestras entrelazadas, desnudos los brazos respectivos que se elevan de los flancos del cuartel inferior, por encima de la cruz;

d) En la cabecera superior del escudo, y detrás de éste, esplende un sol meridiano, de veintiún rayos visibles, flamígeros y rectos, alternados en simetría heráldica;

e) El campo de este escudo está orlado por una guirnalda simple de laurel de hojas finas, cuyas ramas entrecruzadas, en la parte inferior, están atadas con un lazo ondulado de cinta celeste y blanca distintivo de los revolucionarios argentinos de 1810.